# 劉元進
刘元进（？—613年），隋朝时江南民变领袖，余杭（今浙江省杭州市）人。
刘元进少时好侠义。当时，隋炀帝滥征徭役，东征高句丽。吴（苏州）、会（绍兴）士卒皆云：“去年吾辈父兄从帝征者，当全盛之时，犹死亡大半，骸骨不归；今天下已罢敝，是行也，吾属其无遗类矣。”于是士卒多逃兵役。
大业九年（613年），隋炀帝二征高句丽时，礼部尚书杨玄感兵变反隋。七月，刘元进起兵响应杨玄感，旬月众至数万。刘元进准备渡江北进的时候，杨玄感已失败。吴郡（今江苏苏州）朱燮、毗陵（今江苏常州）管崇拥众七万，响应刘元进，共推刘元进为天子，朱燮、管崇为仆射。毗陵、东阳（今浙江金华）、会稽（今浙江绍兴）、建安（今福建建瓯）等地皆响应。
隋炀帝派左屯卫大将军吐万绪、光禄大夫鱼俱罗率兵镇压。十二月，刘元进攻丹阳，被吐万绪击败，吐万绪在黄山击斩管崇。刘元进退据建安，沿途百姓纷纷加入，刘元进又进一步壮大了声势。刘元进再攻吴郡，江都郡丞王世充发江南兵数万渡江进攻。刘元进、朱燮兵败战死，投降的三万余人被坑杀于黄亭涧。

## 延伸阅读
[在维基数据编辑]
 《隋書·卷70》，出自魏徵《隋书》